# Триплетное состояние

Примеры атомов в синглетном, дублетном и триплетном состояниях.

Триплетное состояние (спиновый триплет) — это квантовое состояние объекта, такого как электрон, атом или молекула, квантовая точка, имеющего полный спин S = 1. Оно имеет три разрешённых значения проекции спина вдоль заданной оси mS = −1, 0 или +1, что дало название «триплет».
Спин в контексте квантовой механики — это не механическое вращение, а более абстрактное понятие, которое характеризует собственный угловой момент частицы. Это особенно важно для систем атомного масштаба, таких как отдельные атомы, протоны или электроны или их аналоги в физике твёрдого тела — квазичастиц.
Триплетное состояние возникает в тех случаях, когда спины двух неспаренных электронов, каждый из которых имеет спин s = 1/2, сонаправлены, давая S = 1, в отличие от более распространённого случая, когда два электрона выравнены в противоположных направлениях, чтобы получить S = 0, синглетное спиновое состояние. Большинство молекул, встречающихся в повседневной жизни, существуют в синглетном состоянии, поскольку все их электроны спарены, но молекулярный кислород является исключением. При комнатной температуре O2 существует в триплетном состоянии, которое может вступать в химическую реакцию только путём осуществления запрещённого перехода в синглетное состояние. Это делает его кинетически нереакционноспособным, несмотря на то, что термодинамически он является одним из самых сильных окислителей. Фотохимическая или термическая активация может перевести его в синглетное состояние, что делает его кинетически и термодинамически очень сильным окислителем.

## Две частицы со спином 1/2
В системе с двумя частицами со спином 1/2 — например протон и электрон в основном состоянии атома водорода — измеренная на заданной оси, каждая частица может иметь проекции как спин «вверх», так и спин «вниз», поэтому система имеет всего четыре базисных состояния, которые обозначены парами стрелок
{\displaystyle \uparrow \uparrow ,\uparrow \downarrow ,\downarrow \uparrow ,\downarrow \downarrow }
Использование спинов отдельных частиц для обозначения базисных состояний, где первая стрелка и вторая стрелка в каждой комбинации указывают направление проекции спина на выделенное направление для первой и второй частиц соответственно.
Более строго в бра-кет нотации
{\displaystyle |s_{1},m_{1}\rangle |s_{2},m_{2}\rangle =|s_{1},m_{1}\rangle \otimes |s_{2},m_{2}\rangle ,}
где {\displaystyle s_{1}} и {\displaystyle s_{2}} — спины двух частиц, и {\displaystyle m_{1}} и {\displaystyle m_{2}} являются их проекциями на ось z. Поскольку для каждой из частиц со спином 1/2 {\textstyle \left|{\frac {1}{2}},m\right\rangle } — базисные состояния охватывают двумерное пространство, то {\textstyle \left|{\frac {1}{2}},m_{1}\right\rangle \left|{\frac {1}{2}},m_{2}\right\rangle } — базисные состояния охватывают 4-мерное пространство.
Теперь полный спин и его проекцию на определённую ранее ось можно вычислить, используя правила сложения углового момента в квантовой механике с помощью коэффициентов Клебша — Гордана. В общем
{\displaystyle |s,m\rangle =\sum _{m_{1}+m_{2}=m}C_{m_{1}m_{2}m}^{s_{1}s_{2}s}|s_{1}m_{1}\rangle |s_{2}m_{2}\rangle }
подстановка в четырёх базисных состояниях
{\displaystyle {\begin{aligned}\left|{\frac {1}{2}},+{\frac {1}{2}}\right\rangle \ \otimes \left|{\frac {1}{2}},+{\frac {1}{2}}\right\rangle \ &{\text{ by }}(\uparrow \uparrow ),\\\left|{\frac {1}{2}},+{\frac {1}{2}}\right\rangle \ \otimes \left|{\frac {1}{2}},-{\frac {1}{2}}\right\rangle \ &{\text{ by }}(\uparrow \downarrow ),\\\left|{\frac {1}{2}},-{\frac {1}{2}}\right\rangle \ \otimes \left|{\frac {1}{2}},+{\frac {1}{2}}\right\rangle \ &{\text{ by }}(\downarrow \uparrow ),\\\left|{\frac {1}{2}},-{\frac {1}{2}}\right\rangle \ \otimes \left|{\frac {1}{2}},-{\frac {1}{2}}\right\rangle \ &{\text{ by }}(\downarrow \downarrow )\end{aligned}}}
возвращает возможные значения общего спина, заданные вместе с их представлением в {\textstyle \left|{\frac {1}{2}},m_{1}\right\rangle \left|{\frac {1}{2}},m_{2}\right\rangle } — базисе. Существует три состояния с полным спиновым угловым моментом дающим 1:
{\displaystyle \left.{\begin{array}{ll}|1,1\rangle &=\;\uparrow \uparrow \\|1,0\rangle &=\;{\frac {1}{\sqrt {2}}}(\uparrow \downarrow +\downarrow \uparrow )\\|1,-1\rangle &=\;\downarrow \downarrow \end{array}}\right\}\quad s=1\quad \mathrm {(triplet)} }
которые являются симметричными и четвёртым состоянием с полным спиновым угловым моментом 0:
{\displaystyle \left.|0,0\rangle ={\frac {1}{\sqrt {2}}}(\uparrow \downarrow -\downarrow \uparrow )\;\right\}\quad s=0\quad \mathrm {(singlet)} }
что является антисимметричным. В результате комбинация двух частиц со спином 1/2 может дать общий спин 1 или 0, в зависимости от того, занимают ли они триплетное или синглетное состояния.

## Математическая точка зрения
С точки зрения теории представлений, произошло следующее: два сопряжённых двумерных спиновых представления спиновой группы SU(2) = Spin(3) (поскольку она находится внутри трёхмерной алгебры Клиффорда) тензорировались, образуя 4-мерную алгебру Клиффорда. Четырёхмерное представление сводится к обычной ортогональной группе SO(3), поэтому её объектами являются тензоры, соответствующие целостности их спина. 4-мерное представление распадается на сумму одномерного тривиального представления (синглет, скаляр, спин ноль) и трёхмерного представления (триплет, спин 1), которое является не чем иным, как стандартным представлением SO(3) на {\displaystyle R^{3}}. Таким образом, «тройку» в триплете можно отождествить с тремя осями вращения физического пространства.